# Kordéháza
Kordéháza (1886-ig Kordik, szlovákul: Kordíky) község Szlovákiában, a Besztercebányai kerületben, a Besztercebányai járásban.

## Fekvése
Besztercebányától 10 km-re északnyugatra fekszik. Tipikus hegyi üdülőtelepülés 849 m magasan a tengerszint felett.

## Története
A falu a 16. században keletkezett a bányakamara településeként, első lakói favágók, szénégetők voltak. 1690-ben említik először. A Kordéházi-patak mentén ércbányászat is folyt. Később lakói gazdálkodásból, favágásból éltek.
A 18. század végén Vályi András így ír róla: „KORDIK. Tót falu Zólyom Várm. földes Ura a’ Besztertze Bányai Kamara, lakosai katolikusok, fekszik Tapojavához közel, mellynek filiája, határja is hozzá hasonlító.”
1828-ban 40 házában 291 lakos élt.
Fényes Elek 1851-ben kiadott geográfiai szótárában így ír a faluról: „Kordik, Zólyom vm. tót falu, Thurócz vmegye szélén, nagy hegyek, erdők közt: 243 kath., 97 evang. lak. F. u. a kamara. Ut. p. Beszterczebánya.”
Egy 1858-ból származó dokumentum szerint a falu régi temploma Nepomuki Szent János tiszteletére volt szentelve, őt ábrázolja a község 1808-ból származó régi pecsétje és mai címere is. A trianoni diktátumig területe Zólyom vármegye Besztercebányai járásához tartozott.
Tűzoltó egyesülete 1938-ban alakult. A község 1960-ban érte el népességének maximumát, ekkor 400 lakosa volt, lakói jellemzően magas kort érnek meg.

## Népessége
| Év:            | 1994. | 2004.    | 2014.    | 2024.    |
| -------------- | ----- | -------- | -------- | -------- |
| Emberek száma: | 201   | 281      | 411      | 492      |
| Eltérés:       |       | +39,80 % | +46,26 % | +19,70 % |

| Év:            | 2023. | 2024.   |
| -------------- | ----- | ------- |
| Emberek száma: | 485   | 492     |
| Eltérés:       |       | +1,44 % |

1910-ben 327, túlnyomórészt szlovák anyanyelvű lakosa volt.
2001-ben 250 lakosából 246 szlovák volt.
2011-ben 357 lakosából 336 szlovák volt.

## Nevezetességei
- A falu és környéke a nyári és téli turizmus paradicsoma. Kiváló síterepei, sífelvonói vannak. A hegyekben kiépített turistautak várják a hegyi túrák kedvelőit.
- Temploma Szűz Mária Látogatása tiszteletére van szentelve, 1928-ban épült a korábbi templom helyén.